# Anne de Noailles
Anne de Noailles, marquis de Montclar, puis comte d'Ayen puis (1663) 1er duc de Noailles, marquis de Mouchy, baron de Chambres et de Malemort, est né après 1613 et mort le 15 février 1678.

## Biographie
Fils de François de Noailles  et arrière-petit-fils d'Antoine de Noailles, 1er comte de Noailles, protégé de Jules Mazarin, il joue un rôle important sous la Fronde et durant les premières années du règne de Louis XIV. Maréchal de camp le 28 mai 1643, et lève le régiment de Noailles cavalerie (1643-1652) la même année. Il est mestre de camp lieutenant du régiment des Vaisseaux-Mazarin en 1646, puis premier capitaine des Gardes du Corps en 1648, lieutenant général le 12 septembre 1650, puis gouverneur de la province du Roussillon nouvellement rattachée au royaume, le 1er février 1660. 
Il est chevalier de l'ordre du Saint-Esprit le 31 décembre 1661. En décembre 1663, il est créé duc de Noailles et pair de France.
En premières noces, avant 1640, il épouse Camille de Pestels de Polminhac, le couple reste sans enfants. En 1640, Camille fonde le couvent bénédictin à Vic-sur-Cère et est nommée prieure en 1647.
Le 13 décembre 1645, il épousa Louise Boyer (1632-1697), dame d'atours de la reine Marie-Thérèse d'Autriche (1638-1683). Ils eurent six enfants :
1. Anne Jules de Noailles (1650–1708), 2e duc de Noailles, maréchal de France ;
2. Louis Antoine de Noailles (1651-1729), cardinal et archevêque de Paris (1695-1729) ;
3. Jacques de Noailles (1653-1712), lieutenant général des galères de France ;
4. Jean François de Noailles (1658-1696/2), maréchal de camp dit le marquis de Noailles.  il épousa Marguerite Thérèse Rouillé en 1687.
5. Louise Anne de Noailles (1662-1693), qui épousa (1680) Henri de Beaumanoir, marquis de Lavardin;
6. Jean-Baptiste-Louis-Gaston de Noailles (1669-1720), évêque-comte de Châlons-sur-Marne.